# Phylloserica amberensis
Phylloserica amberensis är en skalbaggsart som beskrevs av Moser 1920. Phylloserica amberensis ingår i släktet Phylloserica och familjen Melolonthidae. Inga underarter finns listade i Catalogue of Life.